# 龟状笔纹蚤
龟状笔纹蚤（学名：Graptoleberis testudinaria）为盘肠蚤科笔纹蚤属的动物。分布于世界各地以及中国大陆的广东、广西、浙江、江苏、安徽、湖北、山东、河北、辽宁、云南、新疆等地，多栖息于湖泊和池塘近岸的草丛中。